# Francine Everett
Pour les articles homonymes, voir Everett.
Francine Everett, née Franciene Williamson le 13 avril 1915 à Louisburg (Caroline du Nord) et morte le 27 mai 1999 dans le Bronx (New York), est une actrice et chanteuse américaine.
Everett est surtout connue pour ses performances dans des films de genre race film, des films produits indépendamment avec des acteurs entièrement noirs qui ont été créés exclusivement pour être distribués dans des cinémas destinés à un public afro-américain.

## Biographie
Francine Everett naît à Louisburg, Caroline du Nord en 1915 d'un père, Noah, tailleur. 
Elle épouse Booker Everett en 1933, alors qu'elle avait 18 ans. Ce mariage est dissous et elle épouse ensuite l'acteur Rex Ingram. Ils divorcent trois ans plus tard, en 1939. Elle étudie et joue au Federal Theatre de Harlem, parrainé par la Works Progress Administration.
Parmi ses rôles principaux figurent les films Paradise in Harlem (1939), Keep Punching (1939) avec Canada Lee et Dooley Wilson, Big Timers (1945) avec Moms Mabley et Stepin Fetchit, Tall, Tan and Terrific (1946) avec Mantan Moreland et Dots Johnson, et Dirty Gertie from Harlem U.S.A. (1946), réalisé par Spencer Williams.
Everett apparait comme chanteuse dans plus de cinquante courts métrages musicaux produits dans les années 1940, notamment Ebony Parade (1947), qui mettait en vedette Dorothy Dandridge, Cab Calloway et le groupe Count Basie. Elle travaille également comme mannequin dans des publicités imprimées pour des vêtements et des cosmétiques.
L'association d'Everett avec Hollywood est brève et décousue. Elle est arrivée pour la première fois à Hollywood au milieu des années 1930 avec son mari Rex Ingram, mais a refusé d'accepter des rôles stéréotypés racialement dégradants. Après avoir joué dans Dirty Gertie from Harlem U.S.A., elle a eu des petits rôles dans deux films hollywoodiens : Frontières oubliées (Lost Boundaries, 1949) et le premier film de Sidney Poitier, La porte s'ouvre (No Way Out, 1950).
Au sommet de sa carrière, Everett a été surnommée « la plus belle femme de Harlem » par le chroniqueur Billy Rowe dans The Amsterdam News, un journal appartenant à des Noirs de New York. En repensant à sa carrière, le cinéaste William Greaves a commenté : « Elle aurait été une superstar à Hollywood sans le climat d'apartheid en Amérique et l'industrie cinématographique à l'époque ».
Après avoir pris sa retraite de l'industrie du divertissement, Everett occupe un emploi de bureau à l'hôpital Harlem de New York,. Elle prend sa retraite de son travail à l'hôpital en 1985 et, dans ses dernières années, elle a parlé des race films lors de séminaires parrainés par l'Agence internationale pour les affaires des artistes minoritaires.
Everett meurt dans une maison de retraite du Bronx, à New York, à l'âge de 84 ans, le 27 mai 1999.